# 張世亨
張世亨（1510年—？），字達卿，直隸真定府晉州安平縣人，明朝政治人物。

## 生平
嘉靖十年（1531年）辛卯科順天鄉試第一百二十三名舉人，嘉靖十一年（1532年）聯捷壬辰科會試第二百五十七名，第三甲第三十六名進士。户部觀政，授卒。

## 家族
曾祖張果；祖張鑑；父張綺；母李氏；繼母范氏。具慶下。弟世隆；世光。